# Pervomaiski (Xkurinskaia)
Pervomaiski - Первомайский (rus) - és un khútor del krai de Krasnodar, a Rússia. Es troba a la vora dreta del Ieia. És a 14 km al nord-oest de Kusxóvskaia i a 174 km al nord de Krasnodar.
Pertany a l'stanitsa de Xkurinskaia.